# Игарка
Ига́рка (на руски: Игарка) е град в Красноярски край, Русия. Разположен е на брега на река Енисей, на 163 km северно от полярния кръг. Към 2016 г. населението му е 4975 души.

## История
Селището е основано през 1929 г. с цел добив и превоз на дървесина по р. Енисей. През 1931 г. получава статут на град. От 1930-те до 1950-те Игарка е място за заточение. Инфраструктурата му е построена основно от затворници. През 1941 г. са построени комбинат за риба и кораборемонтен завод. В периода 1949 – 1953 г. е имало планове за построяване на железопътна линия, свързваща Игарка със Салехард. Строежът взима хиляди жертви и така и не бива завършен. През юли 1962 г. избухва голям пожар, който унищожава голям част от промишлената и жилищната инфраструктура на града.

## Население
| 1931   | 1939   | 1959   | 1967   | 1970   | 1979   | 1989   |
| ------ | ------ | ------ | ------ | ------ | ------ | ------ |
| 3000   | 23 600 | 14 300 | 18 000 | 15 600 | 16 300 | 18 800 |
| 1992   | 1996   | 1998   | 2000   | 2003   | 2005   | 2007   |
| 17 900 | 14 900 | 10 600 | 9800   | 8600   | 8000   | 7300   |
| 2009   | 2011   | 2012   | 2013   | 2014   | 2015   | 2016   |
| 6700   | 6200   | 5900   | 5600   | 5300   | 5100   | 4975   |

## Икономика
Основните отрасли развивани тук са дърводобивът и риболовът.

### Транспорт
Градът е важно речно пристанище на р. Енисей. Разполага с летище, което обаче е на остров в реката. През зимата е достъпно по леден път, а през лятото – чрез лодка.

## Култура
Градът разполага с музей на вечната замръзналост и музей на усвояването на Енисейския Север.